# Operation Rainbow (Roman)
Operation Rainbow (engl. Originaltitel: Rainbow Six) ist ein Thriller des US-amerikanischen Autors Tom Clancy aus dem Jahr 1998. Mit diesem in der deutschsprachigen Taschenbuchversion mehr als 1000 Seiten starken Buch wurde zeitgleich das Computerspiel Rainbow Six entworfen.

## Inhalt
John Clark, ehemaliger Angehöriger der Elitetruppe Seals und später Mitarbeiter bei der CIA, wird zum Leiter einer neuen Anti-Terror-Einheit ernannt. Während er mit Domingo „Ding“ Chavez und Alistair Stanley zum neuen Stützpunkt der Einheit nach England fliegt, wird das Flugzeug von drei baskischen Separatisten entführt. Er überwältigt die Geiselnehmer zusammen mit seinen beiden Kollegen.
Im Verlauf des Buches bekommt es die Spezialeinheit mit mehreren Anschlägen weltweit zu tun, die – wie sich später herausstellt – von ein und derselben Person geplant beziehungsweise in Auftrag gegeben wurden. Der letzte Anschlag richtet sich direkt gegen die Familie von John Clark und die von Domingo Chávez, der inzwischen ein Kind mit der Tochter Clarks hat. Schließlich kommen die Männer der Antiterroreinheit „Rainbow“ einer internationalen Verschwörung von fanatischen Umweltschützern auf die Spur, welche die Ausrottung der menschlichen Rasse durch ein bei den Olympischen Spielen in Sydney freigesetztes tödliches Virus planen. Zur Entscheidung kommt es im brasilianischen Dschungel, wo die Fanatiker von den Männern der Antiterroreinheit aufgerieben werden.